# Липа амурська
Ли́па аму́рська (лат. Tilia amurensis) — листопадне дерево, вид роду Липа (Tilia) родини Мальвові (Malvaceae); раніше рід Липа зазвичай виділяли в самостійну родину липові (Tiliaceae).

## Ботанічний опис
Дерево висотою до 25(30) м. Кора темно-сіра, у старих дерев пластинчасто відшаровується, іноді більшою мірою з глибокими борознами; кора молодих гілочок гола, коричнево-червонувата. Пагін спочатку з шовковистим білим опушенням, яке незабаром опадає.
Бруньки довгасті, яйцеподібні, голі, довжиною 5-7(8) мм, шириною 3-4 мм, з трьома бруньковими лусками, з яких перша охоплює близько половини основи бруньки, а за висотою не перевищує її середини.

### Листя
Черешки голі, довжиною 3—5,5 см. Листки фертильних пагонів округлі або широкояйцеподібні, 4,5—7 см завдовжки і такої ж ширини, на верхівці відтягнуто-загострені, з більш-менш глибоко серцеподібною основою (листя, розташовані ближче до кінців гілок, іноді мають майже обрізану основу), пилчасто-зубчасті, з більш-менш округлими зубцями з ніби насадженим вістрям, що є продовженням листової пластинки, зверху голі (лише спочатку більш-менш густо вкриті зірчастими шовковистими волосками), знизу сизуваті, голі, іноді по жилках із розсіяними волосками і бурими борідками сплутаних волосків у кутах між жилок. Листки порослевих пагонів дельтоподібні або округлі, довжиною до 10—15 см, з більшими зубцями, іноді листки лопатеві, з негустими борідками в кутах жилок і розсіяними зірчастими волосками. Базальних жилок 6-7; жилок другого порядку 5-7; жилки третього порядку більш-менш звивисті і паралельні.

### Суцвіття і квітки
Приквітковий лист широколанцетний або оберненоланцетний, 3,5—6(7) см завдовжки, 1—1,5 см шириною, часто несиметричний, з обох сторін голий, внизу поступово звужується, прирослий до квітконоса на висоті 1—2 см від його основи і зрощений з ним менш, ніж на половину своєї довжини, зверху жовтого, а знизу жовто-палевого кольору. Суцвіття 8—10 см завдовжки, складається з (3)5—8(15) (до 20) квіток, пухке. Бутони округло-яйцеподібні, 3—4 мм діаметром, опушені дрібними зірчастими волосками. Квітки діаметром 15—16 мм. Чашолистки ланцетні, довжиною 5—6 мм, зовні негусто опушені дрібними зірчастими волосками, зсередини біля основи довговолосисті. Пелюстки на верхівці більш-менш округлі, поступово звужуються донизу, 6-7 мм завдовжки. Тичинок 25—30, нитки деяких з них в нижній частині більш розширені і сплощені, 6—7 мм завдовжки. Зав'язь повстяно опушена, куляста. Стовпчик голий, 3—4 мм завдовжки, з лопатями рильця, що розходяться.
Цвітіння відбувається в першій половині червня, в північних районах — у другій половині червня.

### Плоди і сходи
Плід округленої або подовженої форми, іноді практично грушоподібні, 5—6(8) мм діаметром, гладкі або з опуклими ребрами, повстяно опушені. Плодоносить у кінці серпня. Вага 1000 плодів — 30—40 г; в 1 кг — 25—33 тис. плодів.
Стебло сходів кучеряво-волосисте; сім'ядоля п'яти — семи-пальчатолопатева, біля основи злегка клиноподібні, з обох боків голі, лише по жилках злегка війчасто-волосисті, по краях густо-жорстковійчасті, 2—3 см довжиною і шириною, на густо-війчасто-опушених черешках. Перший листок дельтоподібний, біля основи злегка серцеподібний, 3—4 см завдовжки, 1,5—2 см завширшки, з великими зубцями, з загостреннями, зверху і знизу по жилках рідко, а по краях густо війчасто-волосистий; черешок 1,5—2 см завдовжки, також війчасто-опушений.
Плоди дозрівають у вересні. В 1 кг близько 27000 штук. Стратифікації потребують протягом 50—70 днів, середня схожість 45 %.
Вид описано з Амура. Тип у Санкт-Петербурзі.

## Екологія та поширення
Липа амурська поширена в Росії (Амурська область, Хабаровський край (південь), Примор'я), Китаї (провінція Хейлунцзян, Ляонін і Гірин) і Кореї. Піднімається в гори не вище 150—200 м над рівнем моря.
Росте в долинах річок у широколистяно-ільмових лісах, а на схилах гір — у дубових лісах.
За даними Л. В. Любарського і Л. Е. Васильєвої на липі амурській знайдено дереворуйнівні гриби: трутовик сірчано-жовтий, трутовик плоский, трутовик піноподібний (зрідка), трутовик лускатий, трутовик горбатий, осиковий гриб, лускатка золотиста, лускатка проміжна.
Граничний вік точно встановити складно, оскільки найстаріші примірники всі дуплисті або зі значною гниллю, у всякому разі він перевищує 300 років. У перші роки росте дуже повільно, від 25—30 років зростання посилюється. У природних умовах добре відновлюється насінням, дає поросль, особливо рясну після рубання.

## Хімічний склад
У листі весняного збору міститься: вологи — 10,5 %, сухої речовини — 89,15 %, сирої золи — 6,77 %, сирої клітковини — 14,35 %, сирого жиру — 1,33 %, сирого протеїну — 20,97 %, безазотистої екстрактивної речовини — 56,97 %.

## Значення і застосування
Цінний медонос. За сприятливих умов продуктивність узятків може тривати 12 днів. Продуктивність меду умовно чистих насаджень досягає 1000 кг/га, за іншими даними до 1500 кг/га. У сприятливі роки узяток на один вулик досягає 10—12 кг, на окремих пасіках — до 17 кг на день. Зацвітає на 4—6 днів пізніше від липи Таке.
Деревина високо цінується в столярному і токарному виробництвах і в спеціальному машинобудуванні. Йде на виробництво легкої фанери, на виготовлення різної тари для продуктів, вуликів, креслярських дощок, дерев'яних ложок. Може застосовуватися для виробництва сірників. З лубу може виготовлятися мачула.
В культурі давно на Далекому Сході, вводиться в культуру в Західному Сибіру.
Листя їстівне для худоби і може заготовлюватися на зиму у вигляді віників.

## Класифікація
Вид Липа амурська належить до роду Липа (Tilia) родини Мальвові (Malvaceae).